# Sporobolus subtilis
Sporobolus subtilis är en gräsart som beskrevs av Carl Sigismund Kunth. Sporobolus subtilis ingår i släktet droppgräs, och familjen gräs. Inga underarter finns listade i Catalogue of Life.